# Olympische Sommerspiele 1972/Ringen – Freistil Mittelgewicht (Männer)
Das Freistilringen der Männer in der Klasse bis 82 kg bei den Olympischen Sommerspielen 1972 wurde vom 27. bis 31. August in der Ringer-Judo-Halle auf dem Messegelände Theresienhöhe ausgetragen.

## Wettkampfformat
Die Kampfzeit war auf drei Mal drei Minuten beschränkt. Ein Ringer blieb solange im Turnier, bis er mit sechs Minuspunkten belastet war. Sobald nur noch zwei oder drei Athleten übrig waren, wurde eine Finalrunde um die Medaillen ausgetragen.
Minuspunkte wurden wie folgt verteilt:
- 0,5: Sieg durch technische Überlegenheit
- 1: Sieg nach Punkten
- 2: Unentschieden
- 2,5: Unentschieden, Passivität
- 3: Niederlage nach Punkten
- 3,5: Niederlage durch technische Überlegenheit des Gegners
- 4:  Niederlage durch Schultersieg des Gegners, Passivität, Verletzung

## Ergebnisse
Legende
- MPG – Minuspunkte Gesamt
- MPK – Minuspunkte in diesem Kampf

### Runde 1
| MPG | MPK |                     | Zeit |                    | MPK | MPG |
| --- | --- | ------------------- | ---- | ------------------ | --- | --- |
| 4   | 4   | Harish Chander      | 7:08 | David Aspin        | 4   | 4   |
| 2   | 2   | Tatsuo Sasaki       |      | Ali Hagilou        | 2   | 2   |
| 1   | 1   | Jimmy Martinetti    |      | Jesús Blanco       | 3   | 3   |
| 3   | 3   | André Bouchoule     |      | Vasile Iorga       | 1   | 1   |
| 4   | 4   | Constant Bens       | 0:52 | Peter Neumair      | 0   | 0   |
| 4   | 4   | Richard Barraclough | 1:49 | John Peterson      | 0   | 0   |
| 0   | 0   | Jan Wypiorczyk      | 8:41 | Lupe Lara          | 4   | 4   |
| 4   | 4   | Ghulam Dastagir     | 3:41 | Kurt Elmgren       | 0   | 0   |
| 3,5 | 3,5 | Ibrahim Diop        |      | Lewan Tediaschwili | 0,5 | 0,5 |
| 3   | 3   | Hayri Polat         |      | Tömöriin Artag     | 1   | 1   |
| 1   | 1   | Horst Stottmeister  |      | István Kovács      | 3   | 3   |
| 1   | 1   | Iwan Iliew          |      | Taras Hryb         | 3   | 3   |

### Runde 2
| MPG | MPK |                    | Zeit |                     | MPK | MPG |
| --- | --- | ------------------ | ---- | ------------------- | --- | --- |
| 8   | 4   | Harish Chander     | 8:55 | Tatsuo Sasaki       | 0   | 2   |
| 7   | 3   | David Aspin        |      | Ali Hagilou         | 1   | 3   |
| 2   | 1   | Jimmy Martinetti   |      | André Bouchoule     | 3   | 6   |
| 7   | 4   | Jesús Blanco       | 5:10 | Vasile Iorga        | 0   | 1   |
| 7,5 | 3,5 | Constant Bens      |      | Richard Barraclough | 0,5 | 4,5 |
| 3   | 3   | Peter Neumair      |      | John Peterson       | 1   | 1   |
| 0   | 0   | Jan Wypiorczyk     | 5:58 | Ghulam Dastagir     | 4   | 8   |
| 7   | 3   | Lupe Lara          |      | Kurt Elmgren        | 1   | 1   |
| 7,5 | 4   | Ibrahim Diop       | 5:58 | Hayri Polat         | 0   | 3   |
| 1,5 | 1   | Lewan Tediaschwili |      | Tömöriin Artag      | 3   | 4   |
| 1   | 0   | Horst Stottmeister | 5:42 | Iwan Iliew          | 4   | 5   |
| 4   | 1   | István Kovács      |      | Taras Hryb          | 3   | 6   |

### Runde 3
| MPG | MPK |                | Zeit |                     | MPK | MPG |
| --- | --- | -------------- | ---- | ------------------- | --- | --- |
| 3   | 1   | Tatsuo Sasaki  |      | Jimmy Martinetti    | 3   | 5   |
| 7   | 4   | Ali Hagilou    | 7:10 | Vasile Iorga        | 0   | 1   |
| 3   | 0   | Peter Neumair  | 2:22 | Richard Barraclough | 4   | 8,5 |
| 1   | 0   | John Peterson  | 6:35 | Jan Wypiorczyk      | 4   | 4   |
| 5   | 4   | Kurt Elmgren   | 8:44 | Lewan Tediaschwili  | 0   | 1,5 |
| 6   | 3   | Hayri Polat    |      | Horst Stottmeister  | 1   | 2   |
| 5   | 1   | Tömöriin Artag |      | István Kovács       | 3   | 7   |
| 5   |     | Iwan Iliew     |      | Freilos             |     |     |

### Runde 4
| MPG | MPK |                    | Zeit |                    | MPK | MPG |
| --- | --- | ------------------ | ---- | ------------------ | --- | --- |
| 8   | 3   | Iwan Iliew         |      | Tatsuo Sasaki      | 1   | 4   |
| 9   | 4   | Jimmy Martinetti   | 7:31 | Vasile Iorga       | 0   | 1   |
| 4   | 1   | Peter Neumair      |      | Jan Wypiorczyk     | 3   | 7   |
| 4   | 3   | John Peterson      |      | Lewan Tediaschwili | 1   | 2,5 |
| 6   | 1   | Kurt Elmgren       |      | Tömöriin Artag     | 3   | 8   |
| 2   |     | Horst Stottmeister |      | Freilos            |     |     |

### Runde 5
| MPG | MPK |                    | Zeit |                    | MPK | MPG |
| --- | --- | ------------------ | ---- | ------------------ | --- | --- |
| 4   | 2   | Horst Stottmeister |      | Tatsuo Sasaki      | 2   | 6   |
| 4   | 3   | Vasile Iorga       |      | John Peterson      | 1   | 5   |
| 7   | 3   | Peter Neumair      |      | Lewan Tediaschwili | 1   | 3,5 |

### Finalrunde
| MPG | MPK |                    | Zeit |                    | MPK | MPG |
| --- | --- | ------------------ | ---- | ------------------ | --- | --- |
| 7   | 3   | Horst Stottmeister |      | John Peterson      | 1   | 6   |
| 7   | 3   | Vasile Iorga       |      | Lewan Tediaschwili | 1   | 4,5 |